# Leo Gassmann
Leo Gassmann (Roma, 22 de noviembre de 1998) es un cantautor y actor italiano, ganador del Festival de San Remo 2020 en la categoría "Nuevas propuestas" con la canción Vai bene così.

## Biografía
Es el único hijo de los actores Alessandro Gassmann y Sabrina Knaflitz; sus abuelos paternos fueron el actor y director Vittorio Gassman y la actriz Juliette Mayniel. Comenzó a acercarse a la música a los siete años con la guitarra clásica, posteriormente, a los nueve años ingresó al Conservatorio Santa Cecilia. Después de cinco años abandonó la música clásica para dedicarse al canto. En 2018 participó en la duodécima edición de X Factor, llegando a la semifinal con el tema inédito Piume, quedando en quinto lugar. El 23 de noviembre, lanzó la canción como sencillo en el sello Sony Music.
El 22 de marzo de 2019 lanzó el sencillo Cosa sarà di noi?, mientras que el 28 de junio del mismo año se lanzó Dimmi dove sei, ambos en el sello Universal Music. En diciembre de 2019 pasó las selecciones para Sanremo Giovani 2019, gracias a lo cual en febrero de 2020 participó en el Festival de San Remo en la categoría Nuevas Propuestas, ganando el 7 de febrero con la canción Vai bene così. El mismo día se lanzó su primer álbum de estudio, titulado Strike. En 2020, prestó su voz al personaje de Guy Crood en la película Los Croods 2: Una nueva era.
El 4 de diciembre de 2022 se anunció su participación en el Festival de San Remo 2023, en el que quedó en decimoctavo lugar con la canción Terzo cuore.
Su segundo álbum, titulado La strada per Agartha, fue lanzado el 24 de febrero de 2023.
En la segunda parte del año, su single Dammi un bacio ja' pasó a formar parte de la banda sonora de Un professore, serie de televisión protagonizada por su padre.
El 11 de febrero de 2024 se estrenó la película para televisión Califano, en la que hizo su debut como actor en el papel de Franco Califano. En el mismo día se lanzó en las tiendas digitales Califano (Original Motion Picture Soundtrack), un álbum que contiene las siete canciones cantadas por Leo Gassmann y que aparecen en la película. El 1 de mayo fue anunciado entre los artistas invitados al Concertone.

## Discografía

### Álbumes de estudio
- 2020 – Strike
- 2023 – La strada per Agartha

### Banda sonora
- 2024 – Califano (Original Motion Picture Soundtrack)

### Sencillos
- 2018 – Piume
- 2019 – Cosa sarà di noi?
- 2019 – Dimmi dove sei
- 2019 – Vai bene così
- 2020 – Maleducato
- 2020 – Mr. Fonda
- 2021 – Down
- 2022 – La mia libertà
- 2022 – Lunedì
- 2023 – Terzo cuore
- 2023 – Volo rovescio
- 2023 – Capiscimi
- 2023 – Dammi un bacio ja'
- 2024 – Take That
- 2024 – A cosa serve l'estate (con Svegliaginevra)

## Programas de televisión
- X Factor 12 (Sky Uno, Now TV, 2018) - concursante
- Concierto del Primero de Mayo (Rai 3, 2024) - invitado

## Participación en eventos de canto
- Festival de San Remo (Rai 1)
  - 2020 – 1º puesto en la sección "Nuevas propuestas" con Vai bene così
- Sanremo Giovani (Rai 1)
  - 2019 – Finalista con Vai bene così

## Filmografía

### Cine
- Una terapia di gruppo, dirigida por Paolo Costella (2024)

### Televisión
- Califano, dirigida por Alessandro Angelini – película para televisión (2024)
- Nudes – serie de TV (2024)

## Doblaje
- Guy Crood en Los Croods 2: Una nueva era

## Premios y reconocimientos
- Nastro d'argento
  - 2024 – Premio especial "Revelación del año" para Califano[10]